# Prețul libertății (film din 1969)
Prețul libertății (titlu originar în italiană Queimada) este un film istoric de război din 1969, regizat de Gillo Pontecorvo⁠(d). Acțiunea filmului este plasată la mijlocul secolului al XIX-lea și îl are în rolul principal pe Marlon Brando în rolul unui agent provocateur britanic trimis să răstoarne o colonie portugheză din Caraibe, manipulând o revoltă a sclavilor pentru a servi interesele comerțului cu zahăr și complicațiile care decurg din formarea unui stat marionetă ulterior.
Intriga fictivă se bazează parțial pe activitățile lui William Walker, după care este numit personajul principal, și pe invazia sa din Nicaragua din 1855. Scenariștii Franco Solinas și Giorgio Arlorio s-au inspirat, de asemenea, din experiențele agentului de informații Edward Lansdale⁠(d), care a servit guvernul Statelor Unite în Filipine și Indochina în anii 1950-1960 și în timpul Revoluției Cubaneze.
Filmul este o coproducție italiană și franceză, produs de Alberto Grimaldi și distribuit internațional de United Artists. Are o coloană sonoră compusă de Ennio Morricone.

## Rezumat
În 1844, Amiralitatea Britanică îl trimite pe Sir William Walker, un agent provocator, pe insula Queimada (cu sensul de „Ars”), o colonie portugheză din Antilele Mici. Guvernul britanic încearcă să deschidă insula exploatării economice de către Compania Regală de Zahăr din Antille. Sarcina lui Walker este de a organiza o revoltă a africanilor înrobiți împotriva regimului portughez, pe care guvernul britanic intenționează să îl înlocuiască cu un guvern dominat de plantatori albi flexibili.
Când ajunge pe insula Queimada, Walker se împrietenește cu carismaticul José Dolores, pe care îl ademenește să conducă rebeliunea sclavilor și îi determină pe proprietarii de teren să respingă dominația portugheză. Răscoala lui Dolores are succes, iar Walker aranjează asasinarea guvernatorului portughez într-o lovitură de stat nocturnă. Walker stabilește un regim marionetă subordonat Companiei Antille, condus de revoluționarul idealist, dar ineficient, Teddy Sanchez. Walker îl convinge pe Dolores să recunoască noul regim și să-și predea armele, în schimbul abolirii sclaviei. După ce și-a reușit misiunea, trece la următoarea sa misiune în Indochina.
În 1848, Dolores – dezgustat de colaborarea noului regim cu Compania Antille – conduce o a doua revoltă, cu scopul de a expulza influența britanică din Quiemada. După șase ani de revoltă, în 1854, Compania îl aduce înapoi pe Walker (după ce l-a găsit în Plymouth, Anglia) pe Queimada cu acordul Amiralității, cu sarcina de a înăbuși revolta și să pacifice insula. Cu resentimente față de exploatarea insulei Queimada de către companie, președintele Sanchez nu cooperează. Astfel, Sanchez este înlăturat și executat într-o nouă lovitură de stat concepută de Walker, care stabilește un regim în totalitate subordonat companiei. Forțele britanice sunt chemate pe insulă; îndrumați de Walker, aceștia pot opri repede răscoala și îl capturează pe Dolores. Walker încearcă să salveze viața lui Dolores datorită prieteniei lor din trecut, dar liderul rebel îi respinge ajutorul, afirmând că libertatea se câștigă, nu se primește.
Guvernul îl execută pe Dolores prin spânzurare. Scurt timp după aceea, Walker, vinovat, este atacat în timp ce se pregătește să plece de pe Queimada. Un bărbat îl întâmpină la fel cum a făcut-o Dolores când Walker a ajuns prima dată pe insulă, apoi îl înjunghie mortal. Înainte de a muri, Walker se uită în jur și se vede înconjurat de priviri acuzatoare sau pasive ale oamenilor săraci din port.

## Distribuție
- Marlon Brando – Sir William Walker, numit după filibusterul⁠(d) și aventurierul american William Walker
- Evaristo Márquez⁠(d) – José Dolores, numită după José Dolores Estrada⁠(d), generalul nicaraguan care l-a învins pe istoricul Walker
- Renato Salvatori – Teddy Sanchez
- Norman Hill – Consul Shelton
- Giampiero Albertini⁠(d) – Henry Thompson
- Carlo Palmucci⁠(it)[traduceți] – Jack Martin
- Dana Ghia⁠(d) – Francesca Walker
- Valeria Ferran Wanani⁠(it)[traduceți] – Guarina
- Joseph P. Persaud – Juanito
- Thomas Lyons – General Prada
- Alejandro Obregón – British Major
- Maurice Rodriguez – Ramón
- Cicely Browne – Lady Bella nemenționat)
- Sam Gilman⁠(d) – Man on Ship (nemenționat)